# Colpophyllia amaranthus
Espèce
Statut CITES
Colpophyllia amaranthus est une espèce de coraux appartenant à la famille des Faviidae. WoRMS traite ce taxon comme un synonyme de Colpophyllia natans.